# 加灣鼠海豚
小頭鼠海豚（學名：[Phocoena sinus] 错误：{{Lang}}：文本有斜体标记（帮助）；西班牙語：Vaquita 或 Cochito），又名港口豚、太平洋鼠海豚、加灣鼠海豚、加灣鼠豚或海灣鼠海豚及加利福尼亞灣鼠海豚，屬於稀有的鼠海豚屬。牠們是加利福尼亞灣北部的特有種。小头鼠海豚是世界上最濒危的鲸豚类动物，自1996年便被列为极度濒危物种。1997年年时小头鼠海豚估计数量为约600只，随后逐年下降，2014年时数量便低于100只，2015年为约60只，2016年11月为30只，2018年3月则仅有12只。根据2018年夏天收集的声学数据，全世界只剩下最多22只、至少6只幼年小頭鼠海豚，國際自然保護聯盟预计约有10只左右。由於非法捕魚活動，而現在加利福尼亞灣的這種小型鼠海豚只剩下 6-8 隻。

## 特徵
小頭鼠海豚有典型的鼠海豚屬體形。牠們是最細小的鼠海豚屬，故是鯨目中最細小的物種之一。牠們長約1.5米，重50公斤。牠們有很大及黑色的眼圈及嘴唇。背部呈中至深灰色。腹部是白色至淺灰色。胸鰭比例上較大，鰭較高及更呈鐮狀。頭顱骨細小，吻突較短及闊。

## 棲息地
小頭鼠海豚棲息在淺水潟湖近岸的地方，在水深多於30米的地方很少見到牠們。牠們甚至可以在露出背部的淺水區生存。牠們棲息地的特色是有強烈的潮混合、對流及有高的初級和次級生產。

## 行為
小頭鼠海豚在野外的紀錄很少。牠們活動及覓食都在靠近陸地的淺海區域，但卻很怕羞，避免與船隻接觸。牠們會以緩慢的速度到水面呼吸，接著很快就會下潛消失。牠們的叫聲像鼠海豚。

## 食性
小頭鼠海豚主要吃的17個物種，大致分為底棲及深海的。牠們似乎不怎麼選擇，主要吃細小的魚類及魷魚。

## 群族
小頭鼠海豚是獨居或以小群生活，成員通常只有1-3條，最多可達8-10條。

## 繁殖
小頭鼠海豚很多時會在春天產子，妊娠期約10-11個月。最年長的達21歲。

## 保育狀況
小頭鼠海豚從未被直接捕獵。其依然生存都是要到1985年才能確定。不過牠們的數目卻正在下降，因牠們經常被困在捕捉加利福尼亞灣石首魚的流刺網中。每年就有39-84隻小頭鼠海豚被刺網所殺，（主要因为石首魚制成的花胶很昂贵，為了獵捕石首魚間接殘害到小頭鼠海豚的生存海域）。世界自然保護聯盟就將牠們列為極危物種。墨西哥為了保護牠們，在加利福尼亞灣及科羅拉多河三角洲設立了自然保護區。另外，使用含氯的殺蟲劑、科羅拉多河因灌溉而水流減少及近親繁殖等，都使牠們的數量減少。2017年，60余名科学家与潜水员试图将小头鼠海豚转移至安全地带，然而最终该计划因小头鼠海豚的应激反应与死亡而失败。

## 外部連結
- ROJAS-BRACHO, LORENZO; REEVES, RANDALL R.; JARAMILLO-LEGORRETA, ARMANDO. . Mammal Review (Wiley). 2006, 36 (3): 179–216. ISSN 0305-1838. doi:10.1111/j.1365-2907.2006.00088.x.
- Evolutionarily Distinct and Globally Endangered species （页面存档备份，存于）
- earthOCEAN
- Whale & Dolphin Conservation Society (WDCS) （页面存档备份，存于）
- Vaquita.org （页面存档备份，存于）
- 全球僅餘30隻！瀕危魚恐因中國人食用絕種 （页面存档备份，存于）